# Henri Préaux
Henri Préaux, francoski veslač, * 25. november 1911, † 21. februar 1992.
Préaux je za Francijo nastopil na Poletnih olimpijskih igrah 1928 v Amsterdamu, kjer je kot krmar dvojca s krmarjem osvojil srebrno medaljo.